# روب سميث (مغني)
روب سميث (بالإنجليزية: Rob Smith)‏ هو مغني ومغن مؤلف أيرلندي، ولد في 29 سبتمبر 1982 في دبلن في جمهورية أيرلندا.